# キシダマムシグサ
キシダマムシグサ（岸田蝮草、学名:Arisaema kishidae）は、サトイモ科テンナンショウ属の多年草。別名、ムロウマムシグサ。
仏炎苞舷部の先端が細長く伸び、斜上するかまたはやや下方に垂れる。小型の株は雄花序をつけ、同一のものが大型になると雌花序または両性花序をつける雌雄偽異株で、雄株から雌株に完全に性転換する。

## 特徴
地下に扁球形の球茎があり、球茎上部から根を出す。植物体の高さは15-50cmになる。偽茎部は葉柄部と同じ長さか偽茎部の方がやや長い。葉はふつう2個ときに1個つき、葉身は鳥足状に分裂し、小葉間の葉軸は発達する。小葉は5-7個になり、頂小葉は倒卵形から長楕円形で、小葉の長さは5.5-25cm、縁は全縁または鋸歯があり、しばしば中脈にそって白斑が生じ、小葉の先端は細まり、ふつうやや尾状に伸びる。
花期は、4-5月。花序と葉は同時に展開する。花序柄は長さ4-9cm、雄株の花序柄は葉柄より長く、雌株の花序柄は葉柄より短いことが多い。仏炎苞は淡紫褐色で微細な濃淡があり、ときに細かい紫色の斑点をつけ、白い条線があって不透明からやや半透明になる。ごくまれに緑色の仏炎苞をもつ個体がある。仏炎苞筒部は長さ4-8cm、筒部口辺部は狭く開出し、仏炎苞舷部は三角状の長卵形で、先端はしだいに細まって糸状に伸び、斜上するかまたはやや下方に垂れ、舷部は筒部の2倍以上の長さになる。花序付属体は有柄で棒状または棍棒状、先端はやや太まって径3-6mmになり、仏炎苞口辺部より明らかに突き出る。1つの子房中に4-10個の胚珠がある。果実は秋遅くに赤熟する。染色体数は2n=28。

## 分布と生育環境
日本固有種。本州の岐阜県、愛知県および近畿地方に分布し、低山地の林下、林縁に生育する。

## 名前の由来
和名キシダマムシグサは、洋画家岸田劉生の兄で、薬学者で植物採集家の岸田松若 (1888 - 1944) を記念したもの。中井猛之進 (1917) が『植物学雑誌』第31巻に本種を記載した際に、岸田松若が奈良県室生山で採集したものをタイプ標本とした。ただし、中井猛之進は当初、本種の和名をタイプ標本の採集地をとって「ムロウマムシグサ」とした経緯にある。現在は「ムロウマムシグサ」はムロウテンナンショウ Arisaema yamatense (Nakai) Nakai (1925)  と紛らわしいので使用を避けているという。
種小名（種形容語）kishidae は、和名と同じ岸田松若への献名である。

## 近縁の種
本属の、同じマムシグサ節 Sect. Pistillataのマムシグサ群 A. serratum group に属する、アオテンナンショウ Arisaema tosaense Makino (1901)とは、分布域が近畿地方西部を接点として隣接し、仏炎苞舷部の先端がしだいに細まって糸状に伸びること、小葉のつき方が似ているが、仏炎苞、花序付属体、花序柄の色が異なること、小葉の個数が異なることで区別できる。
また、同節同群のハリママムシグサ Arisaema minus (Seriz.) J.Murata (1986)とは、本種は、仏炎苞舷部が糸状に長く伸び、舷部は仏炎苞筒部の2倍以上の長さになること、花序付属体が緑色でなく、紫褐色または紫褐色で微細な紫色の斑点があることで異なる。

## ギャラリー

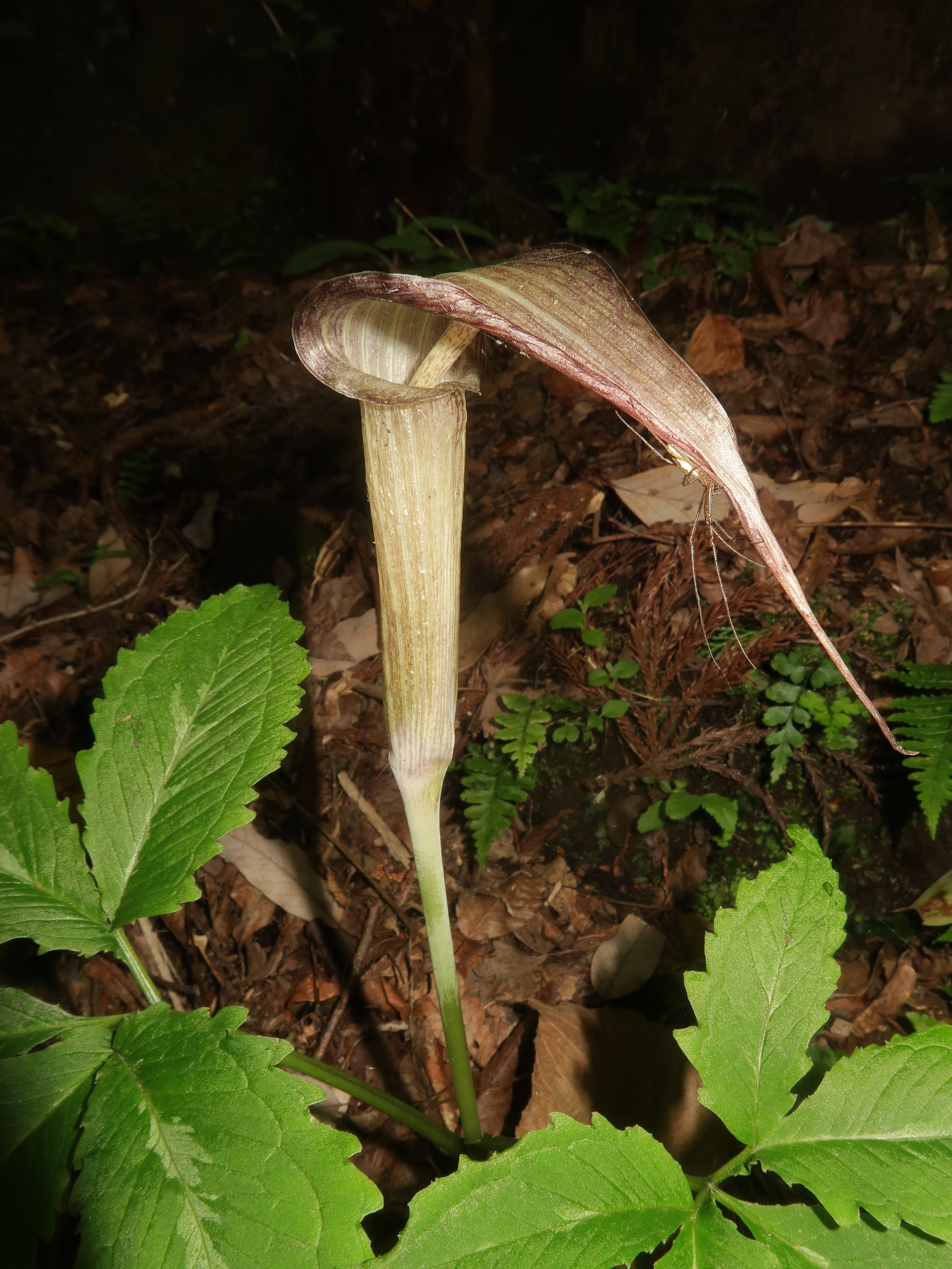
仏炎苞は淡紫褐色で微細な濃淡があり、白い条線があって不透明からやや半透明になる。仏炎苞筒部口辺部は狭く開出する。
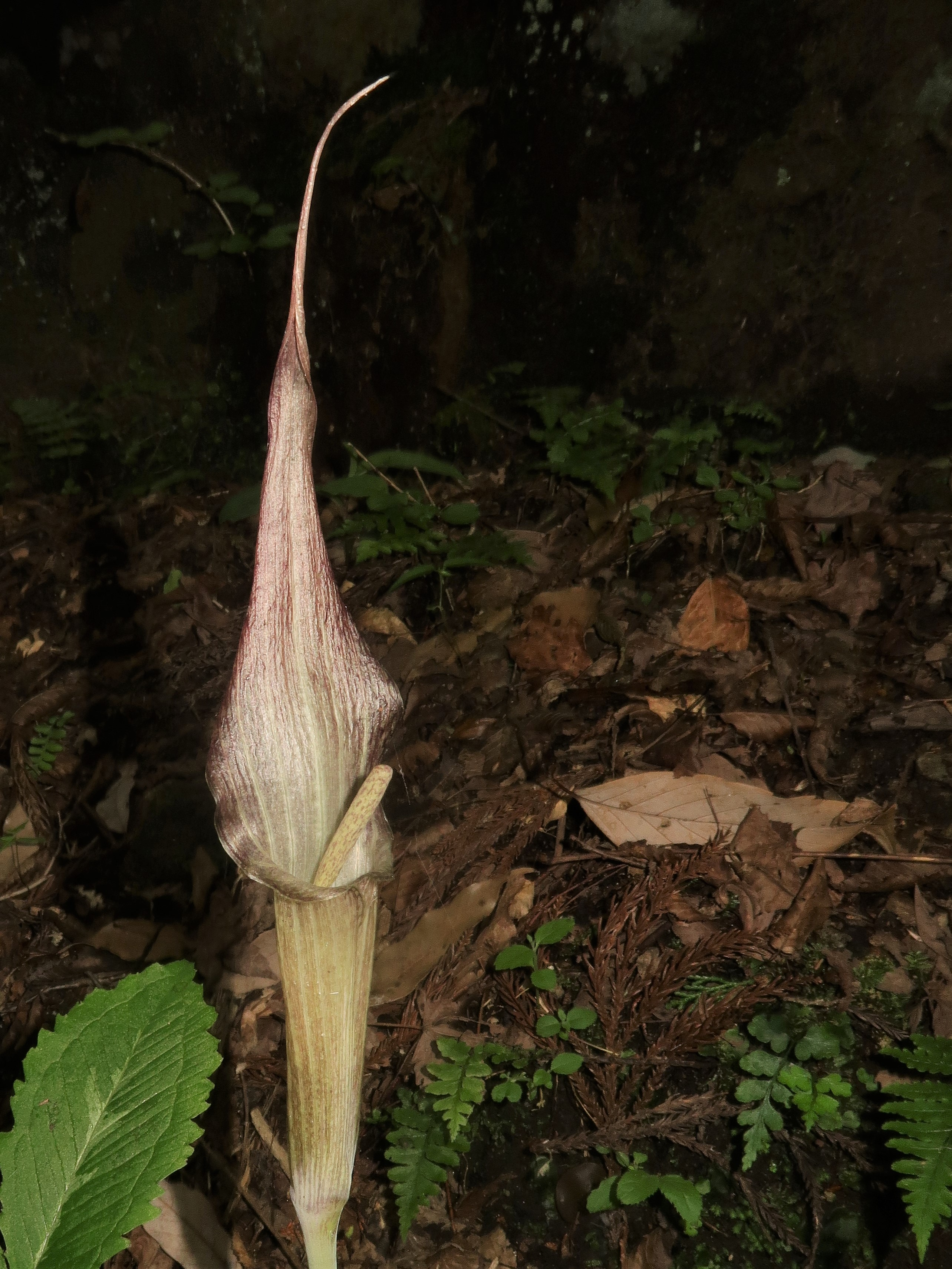
仏炎苞舷部は三角状の長卵形で、先端はしだいに細まって糸状に伸び、舷部は筒部の2倍以上の長さになる。花序付属体は仏炎苞口辺部より明らかに突き出て、紫色の斑点がある。舷部を立たせて撮影。
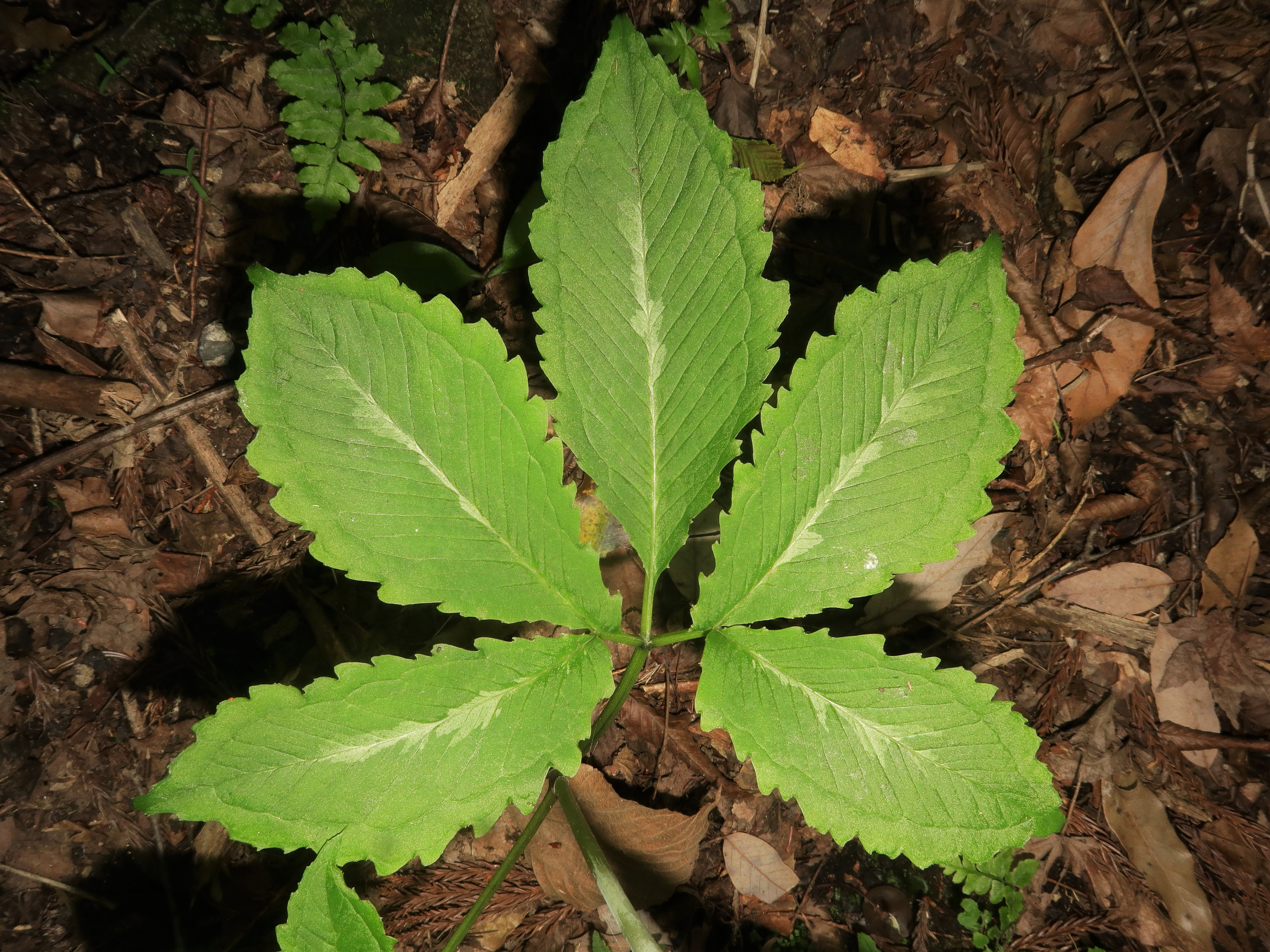
葉身は鳥足状に分裂し、小葉間の葉軸は発達する。この個体の小葉は5個になり、縁は鋸歯縁、中脈にそって白斑がある。
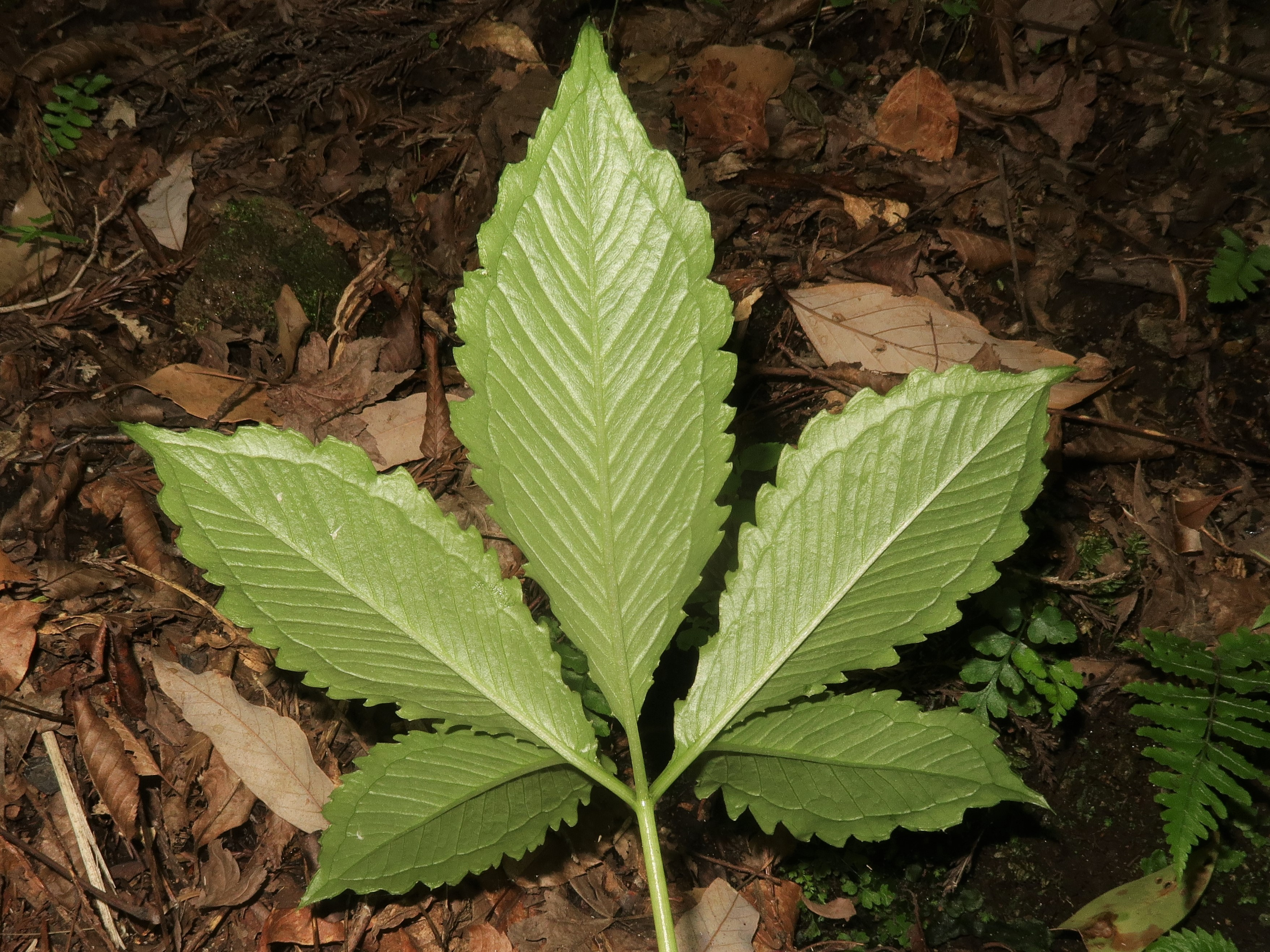
同じ個体の葉の裏面。
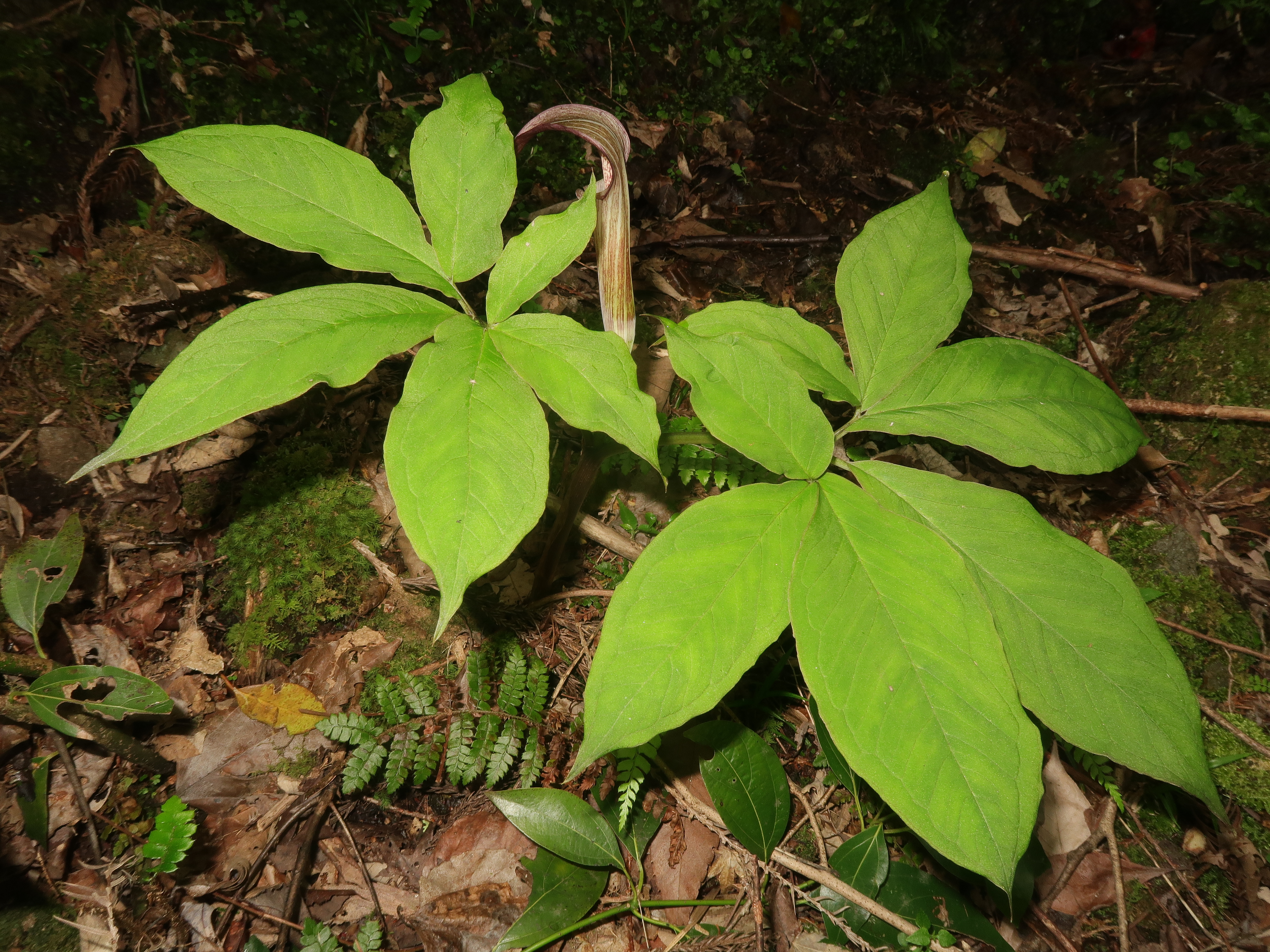
小葉の縁が全縁の個体もある。
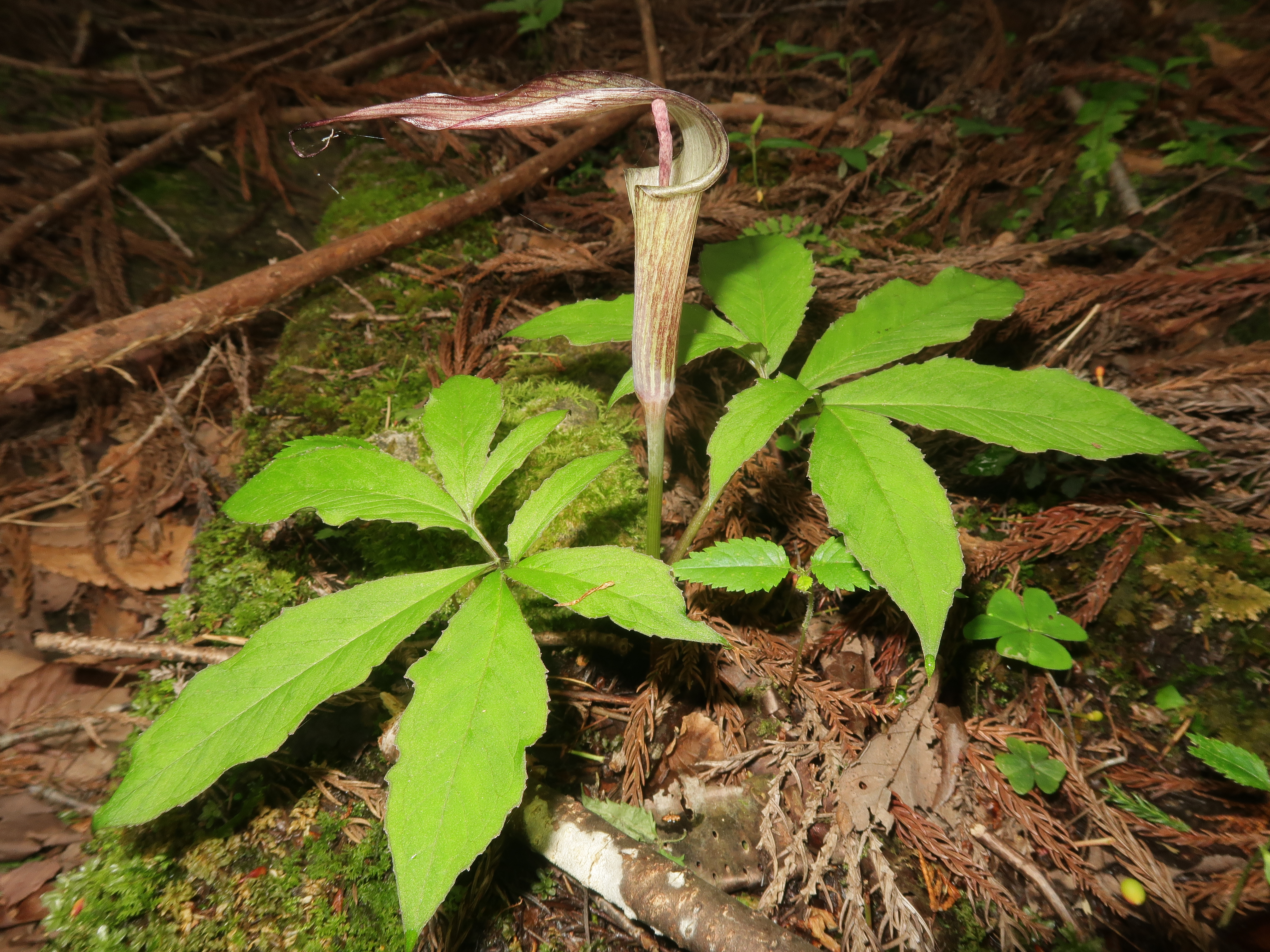
花序柄が葉柄より長い個体。
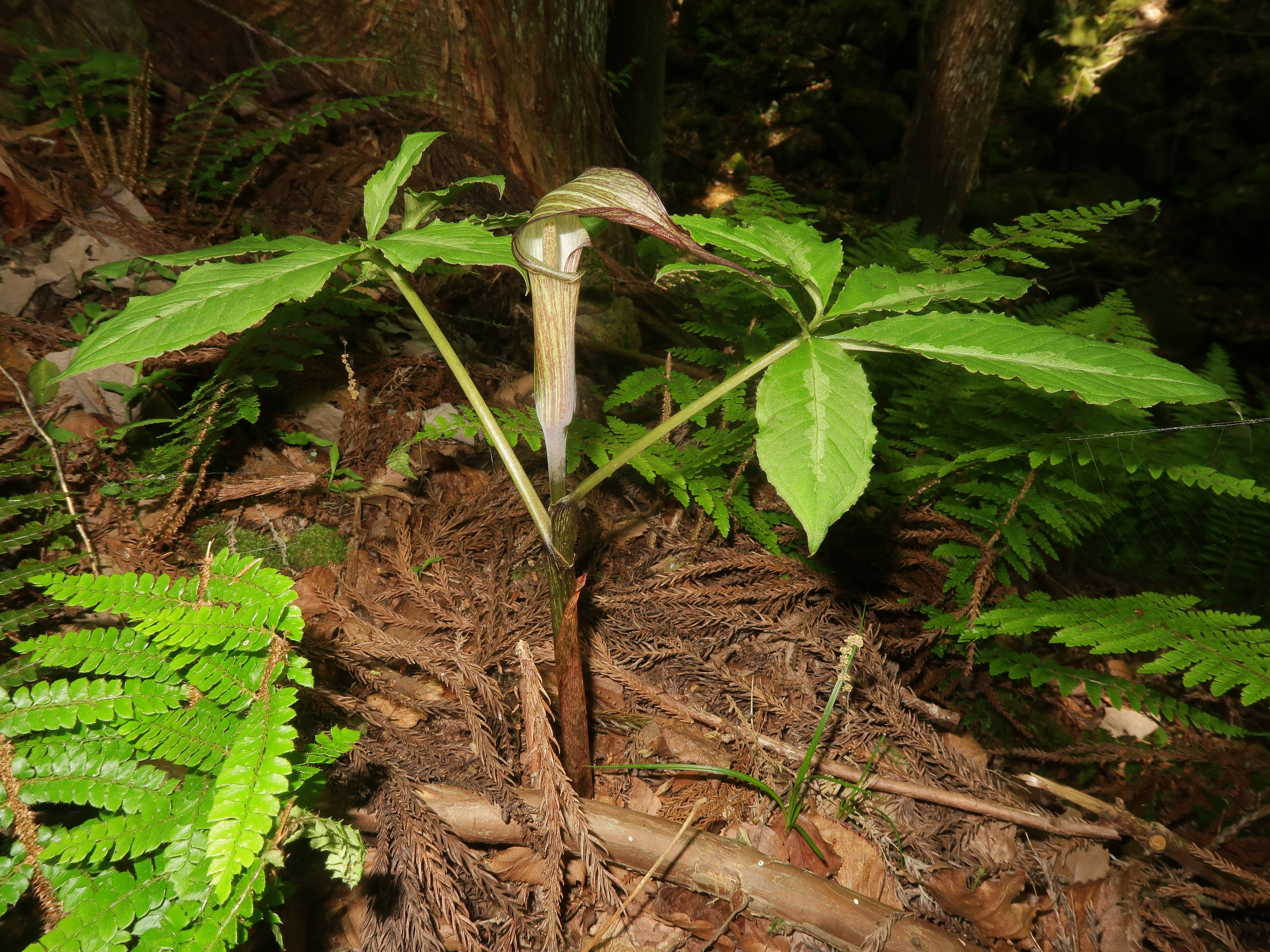
花序柄が葉柄より短い個体。